# Gaceta Deportiva
Gaceta Deportiva fou una publicació de premsa esportiva publicada a Barcelona del 26 de setembre de 1928 al 9 de juny de 1929.
Era el suplement esportiu del diari La Noche i s'originà a partir de la secció d'esports del diari. Entre els seus redactors destacaren noms com Francesc Gibert, Vicenç Loren, Francesc Ors, Albert Maluquer, Isidre Corbinos o Jacinto Miquelarena. Fou innovadora en el seu temps perquè esportistes famosos hi col·laboraven. Per exemple Marià Cañardo escrivia la crònica de la Volta Ciclista a Catalunya, en què ell mateix corria, o Joan Gamper parlava sobre la directiva del Barça. Entre els reporters gràfics va tenir noms com Maymó, Gaspar, Florit o Amado. Hi dibuixava el ninotaire Passarell.
De periodicitat bisetmanal a l'inici, passà a ser setmanal i finalment diària. Se'n publicaren 104 números. En desaparèixer el suplement, la informació esportiva tornà a les pàgines del diari La Noche.